# یواس‌اس اوکانتو (ای‌پی‌ای-۱۸۷)
یواس‌اس اوکانتو (ای‌پی‌ای-۱۸۷) (به انگلیسی: USS Oconto (APA-187)) یک کشتی بود که طول آن ۴۵۵ فوت ۰ اینچ (۱۳۸٫۶۸ متر) بود. این کشتی در سال ۱۹۴۴ ساخته شد.